# Щелканов, Михаил Юрьевич
Михаил Юрьевич Щелканов (род. 25 января 1969, Свердловск) — российский учёный-вирусолог, доктор биологических наук (2010), член-корреспондент РАН (2025), директор НИИ эпидемиологии и микробиологии имени Г. П. Сомова Роспотребнадзора (с 2020), заведующий кафедрой эпидемиологии, микробиологии и паразитологии с Международным научно-образовательным Центром биологической безопасности Института наук о жизни и биомедицины Дальневосточного федерального университета (с 2021) .

## Биография
Родился 25 января 1969 года в Свердловске (ныне Екатеринбург).
В 1986 году поступил в УПИ (физико-технический факультет, кафедра теоретической физики).
В 1987—1989 годах проходил срочную службу во Внутренних Войсках МВД СССР (ныне Росгвардия).
В 1989 году, после демобилизации, продолжил обучение в УПИ.
В 1990 году, успешно сдав экзамены, был переведен в МФТИ (факультет физико-химической биологии, кафедра молекулярной биофизики).
В 1992 году был зачислен на должность младшего научного сотрудника в лабораторию иммунохимии НИИ вирусологии имени Д. И. Ивановского РАМН.
В 1995 году, с отличием окончив МФТИ, поступил в очные аспирантуры МФТИ и НИИ вирусологии имени Д. И. Ивановского РАМН. Обучение в двух аспирантурах одновременно в то время ещё не было запрещено и стало возможным благодаря тому, что научно-исследовательская работа в НИИ вирусологии имени Д. И. Ивановского РАМН была больше экспериментальной, а в МФТИ — в основном теоретической.
В 1998 году в Диссертационном Совете при МФТИ защитил диссертацию на соискание учёной степени кандидата физико-математических наук по специальности «Биофизика» на тему «Анализ подходов к классификации ВИЧ».
В 1999 году в Диссертационном Совете при НИИ вирусологии имени Д. И. Ивановского РАМН защитил диссертацию на соискание учёной степени кандидата биологических наук по специальностям «Молекулярная биология» и «Биоинформатика» на тему «Серологические свойства V3-петли поверхностного гликопротеина gp120 вариантов ВИЧ-1, циркулирующих на территории бывшего СССР».
В 1999—2000 годах работал стажёром-исследователем лаборатории химии пептидов ИБХ РАН.
В 2000 году поступил в очную докторантуру НИИ вирусологии имени Д. И. Ивановского РАМН.
В 2004 году переведён на должность старшего научного сотрудника лаборатории экологии вирусов НИИ вирусологии имени Д. И. Ивановского РАМН.
В 2006 году получил учёное звание доцента по специальности «Вирусология».
В 2010 году в Диссертационном Совете при НИИ вирусологии имени Д. И. Ивановского РАМН защитил диссертацию на соискание учёной степени доктора биологических наук по специальности «Вирусология» на тему «Эволюция высоковирулентного вируса гриппа А (H5N1) в экосистемах Северной Евразии (2005—2009 гг.)». В том же году переведён на должность ведущего научного сотрудника лаборатории экологии вирусов НИИ вирусологии имени Д. И. Ивановского РАМН.
В 2011 году возглавил лабораторию экологии вирусов НИИ вирусологии имени Д. И. Ивановского Минздравсоцразвития России.
В 2014 году переехал с семьёй на Дальний Восток (который в своих работал вслед за своим учителем академиком Д. К. Львовым неоднократно рассматривал в качестве своеобразной «колыбели» концепции природной очаговости) с целью масштабирования своих исследований в области мониторинга природно-очаговых инфекций.
В 2014—2015 годах — профессор кафедры микробиологии и вирусологии, заместитель проректора по научной работе ТГМУ.
В 2015 году, став победителем международного конкурса по привлечению на работу в ДВФУ специалистов естественно-научного направления в номинации «Выдающиеся учёные мирового уровня», был зачислен в штат ДВФУ и организовал в Школе биомедицины лабораторию экологии микроорганизмов, которую возглавляет по настоящее время.
В 2015—2016 годах — начальник вирусологической лаборатории, в 2016—2020 — эксперт ФБУЗ «Центр гигиены и эпидемиологии в Приморском крае».
В 2016—2023 годах — заведующий лабораторией вирусологии ФНЦ биоразнообразия наземной биоты Восточной Азии ДВО РАН, ведущий научный сотрудник лаборатории морских млекопитающих ННЦ морской биологии ДВО РАН.
В 2017 году по инициативе Главного санитарного врача Российской Федерации А. Ю. Поповой в ДВФУ был создан Международный научно-образовательный Центр биологической безопасности, который функционирует на базе возглавляемой М. Ю. Щелкановым лаборатории экологии микроорганизмов Школы биомедицины. В том же году М. Ю. Щелканов избран членом профессорского клуба ЮНЕСКО.
В 2018 году с отличием закончил магистратуру в Школе биомедицины ДВФУ по специальности «Общественное здравоохранение».
В 2020 году возглавил НИИ эпидемиологии и микробиологии им. Г. П. Сомова Роспотребнадзора.
В 2021 году организовал и возглавил кафедру эпидемиологии, микробиологии и паразитологии в Институте (Школе) наук о жизни и биомедицины ДВФУ.
В 2025 году избран членом-корреспондентом РАН по специальности «Микробиология, включая вирусологию» (Отделение медицинских наук).

## Научная деятельность

### Основные исследования
Ранний этап научной деятельности М. Ю. Щелканова охватывает 1992—2000 годы, когда он занимался изучением вариабельности ВИЧ-1 с помощью серологических и доступных тогда генетических методов. В этот период М. Ю. Щелкановым был разработан эффективный подход к серотипированию вируса иммунодефицита человека 1‑го типа (ВИЧ-1) на основе синтетических олигопептидов, имитирующих эпитопы V3-петли поверхностного гликопротеина gp120, сочетающий физико-химические методы и многомерный статистический анализ. Выявлены два основных типа специфичности ВИЧ-1-позитивных сывороток при взаимодействии с V3-митирующими пептидами: переключателем специфичности является «аргинин-глутаминовый триггер» R/Q в четвёртой позиции верхушечного тетрапептида. Исследовано влияние физико-химических свойств трипептидов, фланкирующих центральный тетрапептид, на характер взаимодействия с ВИЧ-позитивными сыворотками. Предложена модель функционирования верхушечного эпитопа V3-петли gp120 ВИЧ-1 в составе комплексов с антителами. Показано, что детекция IgA в составе иммунных комплексов позволяет статистически достоверно выявлять более тонкие изменения спектров иммунореактивности по сравнению с IgG.
С помощью серотипирования на основе V3-митирующих пептидов М. Ю. Щелкановым с коллегами был изучен молекулярный портрет эпидемии ВИЧ-1 на территории бывшего СССР в 1990‑ые годы. В то время секвенирование функционально-важных фрагментов, а тем более — полноразмерных вирусных геномов ещё не стало массовым методом молекулярной эпидемиологии, поэтому именно серотипирование позволило выявить основные закономерности распространения генетических вариантов ВИЧ-1 и разработать научно-обоснованную систему профилактических мероприятий. Было показано высокое серотипическое разнообразие вариантов ВИЧ-1, циркулировавших на территории бывшего СССР до 1995 г.. Начиная с 1995—1996 годов среди внутривенных наркоманов стал выявляться вариант ВИЧ-1 так называемого серотипа А/С-канонический, соответствующий генотипу А1 (позже обозначенного как IDU-A): были выявлены белорусские и украинские эпидемические вспышки, связанные с указанным серотипом. Показано увеличение доли серотипа А/С-канонический среди ВИЧ-1-инфицированных пациентов в Москве и центральной части России в последующие годы. Сделан подтвердившийся прогноз развития ВИЧ-инфекции на территории бывшего СССР: доминирование серотипа А/С-канонический (генотипа IDU-A) и его рекомбинантов.
М. Ю. Щелкановым была предложена процедура оцифровки нуклеотидных и аминокислотных последовательностей, отображающая их на множество бинарных векторов, к которым могут быть применены стандартные статистические методы. Разработан комплекс информационных технологий, позволяющих проводить сравнительный анализ множеств символьных последовательностей и их фрагментов, который был применен к анализу вариабельности аминокислотных последовательностей V3-петли gp120 ВИЧ-1; введены понятия «субконсенсус» и «выборочное среднее»; взаимное расположение характеристик изменчивости таксонов ВИЧ-1 визуализировано посредством многомерного шкалирования; показано, что в многомерном пространстве изменчивости субтипы ВИЧ-1 представляют собой сложные топологические структуры, а не правильные шарообразные скопления. Разработана дискретная однопараметрическая модель генетической изменчивости, свободная от предположения о непрерывности марковского процесса изменчивости.
Метод гистохимического профилирования в динамике инфекционного процесса, разработанный М. Ю. Щелкановым для фенотипированию вирусных штаммов, представляет собой удобный биохимический показатель их патогенного потенциала. Установлено, что на ранней стадии ВИЧ-инфекции in vitro происходит увеличение оксидоредуктазной активности инфицированных клеток, причём указанный сдвиг больше по абсолютной величине и продолжительности для так называемых rapid/high- (r/h-), и меньше — для slow/low- (s/l-) вариантов ВИЧ-1; на поздних стадиях происходит снижение уровня оксидоредуктазной активности ВИЧ-инфицированных клеток, что отражает цитодеструктивный потенциал вирусного штамма; интенсивность указанных выше изменений монотонно (но не прямопропорционально) возрастает с увеличением заражающей дозы.
Одним из наиболее интересных направлений научной деятельности М. Ю. Щелканова во второй половине 1990-х годов было математическое моделирование процесса метаногенеза бактериальными сообществами на полигонах твердых бытовых отходов: было показано, что диффузия летучих жирных кислот в водной среде, способствующая образованию анаэробных условий, приводит к формированию распространяющихся в пространстве концентрационных химических волн, когда зона активного метагенеза расширяется.
Работая под руководством академика Д. К. Львова, в начале 2000-х годов М. Ю. Щелканов проводил геоинформационный анализ результатов многолетних исследований НИИ вирусологии имени Д. И. Ивановского РАМН и подготовил электронную версию «Атласа природно-очаговых вирусных инфекций на территории Российской Федерации». Была разработана иероглифическая система картографических знаков для обозначения вирусов. Каждый такой знак содержит три информационных уровня: семейство; антигенная группа; вирус.
В период 2000—2006 годов М. Ю. Щелканов принимал активное участие в эколого-вирусологическом мониторинге активизировавшихся в то время природных очагов вирусов Западного Нила и Крымской-Конго геморрагической лихорадки на юге Русской равнины: Волго-Ахтубы, Северного Прикаспия, предгорных степей Северного Кавказа и Приазовских плавней. Начиная с 2003 г. руководил эколого-вирусологическими экспедициями по мониторингу природно-очаговых вирусных инфекций на территории Дальнего Востока. В период 2003—2013 гг. М. Ю. Щелканов участвовал и руководил 79 экспедициями и командировочными выездами, из которых 35 были осуществлены на Дальний Восток: в Приморский край (2003—2007, 2008 [2 раза], 2009 [2], 2010 [2], 2011—2013), в Еврейскую автономную область (2005—2010), в Хабаровский край (2005, 2009, 2010, 2013 [2]), на о. Сахалин (2008, 2009 [2]), на о. Кунашир (2008, 2009), на о-ва Южной Курильской гряды (2008), в Магаданскую обл. (2009), на Чукотский п-ов (2009, 2010), на п‑ов Камчатка (2010).
В 2005 г. М. Ю. Щелканов включился в изучение высоковирулентного вируса гриппа А (H5N1) птиц (HPAI H5N1 — highly pathogenic avian influenza H5N1 subtype), который проник из Юго-Восточной Азии на юг Западной Сибири и начал распространяться в Северной Евразии. Важную роль при этом играли ранее полученные результаты (совместно с научным коллективом под руководством А. М. Шестопалова) об отсутствии высоковирулентных вариантов вируса гриппа А птиц на территории Западной Сибири в 2002—2004 годах. Были установлены эпизоотологические характеристики всех крупных эпизоотических вспышек HPAI H5N1 на территории Российской Федерации, изолированы их этиологические агенты, определены фенотипические и молекулярно-генетические свойства вирусных штаммов (включая чувствительность к химиопрепаратам и рецепторную специфичность), что позволило корректно спланировать систему мероприятий по снижению ущерба от распространения HPAI H5N1 (в частности, из собранного М. Ю. Щелкановым полевого материала изолирован вирусный штамм, использованный в российской ветеринарной вакцине).
В период пандемии «свиного гриппа» А (H1N1) pdm09 (2009—2010) М. Ю. Щелкановым была исследована динамика распространения возбудителя на Дальнем Востоке. Изолированы и изучены биологические и молекулярно-генетические свойства вирусных штаммов от погибших пациентов. В результате статистического анализа результатов исследования аффинности гемагглютининов с синтетическими олигосиалозидами, имитирующими различные варианты клеточного рецептора для вируса гриппа А, предложен так называемый коэффициент рецепторной специфичности, позволяющий классифицировать штаммы по их способности вызывать поражение нижних отделов респираторного тракта; выявлены аминокислотные замены в рецептор-связывающем домене гемагглютинина, модулирующие рецепторную специфичность вируса гриппа А.
В 2011—2014 годах М. Ю. Щелканов принимал активное участие в инициированном академиком Д. К. Львовым проекте по идентификации ранее неклассифицированных вирусных штаммов, хранящихся в Государственной коллекции вирусов Российской Федерации, функционировавшей на базе НИИ вирусологии имени Д. И. Ивановского Минздравсоцразвития России. М. Ю. Щелкановым были оптимизированы методы реизоляции коллекционных штаммов, длительное время находящихся в условиях низких температур, благодаря чему удалось «оживлять» штаммы, пролежавшие в заморозке порядка полувека. В результате этой работы была проведена молекулярно-генетическая идентификация 26 новых для науки вирусов.
Летом 2014 года М. Ю. Щелканов вошёл в состав первой экспертно-рекогносцировочной группы российских специалистов, возглавляемой академиком В. В. Малеевым, которые были направлены в Гвинейскую Республику в связи с эпидемией лихорадки Эбола. Была собрана аналитическая информация непосредственно в эпицентре эпидемии, оказана научно-методическая поддержка местных специалистов, установлены контакты со специалистами Гвинейского Института им. Л. Пастера (г. Киндия), проведены переговоры с Министерством здравоохранения Гвинейской Республики с целью определения масштабов помощи со стороны Российской Федерации, осуществлена экспертиза возможности применения российских специализированных противоэпидемических бригад (СПЭБов). В последующие годы было проведено районирование Африканской природно-очаговой провинции в отношении филовирусных лихорадок и описаны основные типы связанных с ними эпидемических вспышек.
В 2015 году, после четвертьвекового перерыва, М. Ю. Щелканов возобновил регулярный эколого-вирусологический мониторинг малых островов Охотского моря, на которых в гнездовых колониях морских колониальных птиц происходят чрезвычайно интенсивные популяционные взаимодействия в системе «вирусы-иксодовые клещи Ixodes uriae-птицы». Впервые описаны сроки линьки I. uriae перед зимовкой. Получены и идентифицированы с помощью современных молекулярно-генетических методов новые вирусные штаммы и выявлены молекулярные маркеры их патогенности. Предложена концепция участия колючих вшей из семейства Echinophthiriidae в циркуляции патогенных микроорганизмов и адаптации их к организму млекопитающих. Описан новый вид колючих вшей Antarctophthirus nevelskoyi, паразитирующий на северном морском котике.
С 2015 года на территории юга российского Дальнего Востока М. Ю. Щелканов внедряет начал внедрение в практику отечественной вирусологии нового расширенного протокола эколого-вирусологического мониторинга, включающего полевые исследования вирусов широкого спектра хозяев (от животных до растений), бактериологические, экто- и эндопаразитологические методы, биогеографический и системно-информационный анализ пространственно-временной структуры сочетанных природных очагов и молекулярно-генетические технологии изучения биологического разнообразия. В 2017 году по инициативе М. Ю. Щелканова на базе лаборатории вирусологии ФНЦ биоразнообразия наземной биоты Восточной Азии была создана Российская коллекция вирусов Восточной Азии, основу которой составили фитовирусы, распространенные на юге российского Дальнего Востока. С трибуны Международной конференции «Амурский тигр: состояние популяции, проблемы и перспективы охраны» (13-15 декабря 2015 г.) М. Ю. Щелкановым была предложена концепция Дальневосточного банка биологических материалов от особо охраняемых животных и растений, которая внесена в План действий по сохранению амурского тигра на территории Российской Федерации. ДВ ББМ занимает центральное место в системе микробиологического сопровождения ветеринарных экспертиз и реинтродукции диких животных, способствуя повышению уровня прозрачности и достоверности научных исследований в сфере природоохранной деятельности.
С 2020 года активно включился в научно-исследовательскую работу и экспертную деятельность по SARS-CoV-2. Ещё задолго до начала пандемии COVID-19 М. Ю. Щелканов уделял большое внимание экологии вирусов, связанных с летучими мышами, и, в частности, акцентировал внимание на явную недооценку эпидемического потенциала коронавирусов. После начала пандемии COVID-19 М. Ю. Щелканов обобщил данные об истории изучения, молекулярной биологии и современной таксономии коронавирусов; зоологии рукокрылых; стал соавтором первого российского методического пособия по клинике и диагностике COVID-19. В работах М. Ю. Щелканова рассматриваются перспективные направления автоматизированного сопровождения процесса принятия диагностических решения на основе современных информационных технологий. М. Ю. Щелканов является соавтором ряда научных публикаций, посвящённых поиску анти-SARS-CoV-2 препаратов на основе эндемиков Дальнего Востока. В 2021 г. М. Ю. Щелканов был удостоен премии ДВО РАН имени академика РАМН Георгия Павловича Сомова за научные исследования в области фундаментальной и клинической медицины — за цикл научных публикаций «Эпидемический потенциал коронавирусов летучих мышей».
М. Ю. Щелканов является членом редсоветов научных журналов «Вопросы вирусологии», «Здоровье человека и среда обитания», «Юг России: экология, развитие», двух диссертационных советов, секции «Эпидемиология» Научного Совета РАН «Науки о жизни», Учёных Советов НИИЭМ им. Г. П. Сомова, ДВФУ и Роспотребнадзора.

### Педагогическая деятельность
М. Ю. Щелканов начал преподавательскую деятельность, будучи ещё студентом шестого курса: в I семестре 1994—1995 учебном году читал семестровый спецкурс «Молекулярная биология вируса иммунодефицита человека», в 1995—1999 учебных годах (во время обучения в аспирантуре) — годовой спецкурс «Молекулярная биология и эпидемиология ретровирусных инфекций человека» на факультете физико-химической биологии МФТИ.
Во II семестре 2014—2015 учебного года — профессор кафедры микробиологии и вирусологии ТГМУ.
Начиная с 2015—2016 учебного года М. Ю. Щелканов работает профессором Школы биомедицины ДВФУ, где читает курс лекций «Микробиология и вирусология». В 2017—2018 учебном году возглавил Международный научно-образовательный Центр биологической безопасности Роспотребнадзора на базе Школы биомедицины ДВФУ, который специализируется на реализации циклов дополнительного постдипломного образования для российских специалистов и образовательных программ для коллег из стран Юго-Восточной Азии. Начиная с 2019 г. является неизменным председателем организационного комитета Летних школ по молекулярной биологии и молекулярно-генетической диагностике инфекционных заболеваний, которые проводятся на базе ДВФУ для студентов МФТИ (эта работа была отмечена Благодарственным письмом ректора МФТИ). В 2021 году организовал и возглавил базовую кафедру эпидемиологии, микробиологии и паразитологии в Институте (Школе) наук о жизни и биомедицины ДВФУ.
Является разработчиком и руководителем магистерской программы «Биологическая безопасность (совместно с Роспотребнадзором)». Руководит научными работами магистрантов и аспирантов. Важнейшей особенностью М. Ю. Щелканова в образовательной работе является широкая междисциплинарность и целостное изложение предметов, опирающееся на историческую ретроспективу.

### Популяризация науки и выступления в СМИ
Первые научно-популярные статьи, написанные М. Ю. Щелкановым совместно с Д. К. Львовым и посвящённые «птичьему гриппу», обнаруживаются в интернете, начиная с 2006 года. В последующие годы внимание читателей в СМИ привлекали интервью М. Ю. Щелканова, посвящённые необходимости вакцинации, правильного лечения гриппа и подготовке к «знакомству» с новыми опасными патогенами; объяснению причин возникновения эпидемии лихорадки Эбола в Западной Африке и роли Российской Федерации в организации противоэпидемических мероприятий (в частности — стал героем первого выпуска программы «Вопрос науке!» с А. Семихатовым); описанию мероприятий по сохранению уникального биоразнообразия Дальнего Востока; анализу биологии SARS-CoV-2 и особенностей связанного с ним эпидемического процесса (выступление 17.03.2020 на Учёном Совете ДВФУ собрало более миллиона просмотров).
В средствах массовой информации М. Ю. Щелканова называют «человеком, предсказавшим пандемию COVID-19». Это связано не только с его научными публикациями в предпандемический период, в которых подчёркивалась недооценка эпидемического потенциала коронавирусов: летом 2019 года, будучи героем документального фильма «Охотник за тенью» из авторского цикла Татьяны Митковой «Крутая история», он сделал два сбывшихся вскоре прогноза: описал возможность опасных эпидемических событий, связанных с новыми коронавирусами, и проникновение африканской чумы свиней на юг российского Дальнего Востока. «Попадание» оказалось столь точным, что уже в начале 2020 года с М. Ю. Щелкановым снимается следующий фильм этого цикла: «Охотник за тенью. Продолжение» (ставший единственным двухсерийным фильмом этого цикла).

## Научные труды
Автор более 750 научных работ по проблемам вирусологии, экологии вирусов, микробиологии, экологии микроорганизмов, паразитологии, эпидемиологии, биологической безопасности, биоинформатики, математическому моделированию и сохранению биологического разнообразия.

### Избранные научные монографии
- Львов Д. К., Дерябин П. Г., Аристова В. А., Бутенко А. М., Галкина И. В., Громашевский В. Л., Давыдова А. А., Колобухина Л. В., Львов С. Д., Щелканов М. Ю. Атлас распространения возбудителей природноочаговых вирусных инфекций на территории Российской Федерации. — М.: Изд-во НПЦ ТМГ МЗ РФ, 2001. — 192 с.[33]
- Lvov D.K., Shchelkanov M.Yu., Alkhovsky S.V., Deryabin P.G. Zoonotic viruses of Northern Eurasia. Taxonomy and Ecology. — Academic Press, 2015. — 452 p.[44]
- Щелканов М. Ю., Какарека Н. Н., Волков Ю. Г., Толкач В. Ф. Становление фитовирусологии на Дальнем Востоке в контексте развития отечественной вирусологии. — Владивосток: Изд-во ДВФУ, 2022. — 142 с.[180]

### Избранные коллективные научные монографии
- Медицинская вирусология / Ред.: академик РАМН Д. К. Львов. — М.: МИА, 2008. — 656 c.[43]
- Руководство по вирусологии. Вирусы и вирусные инфекции человека и животных / Ред.: академик РАН Д. К. Львов. — М.: МИА, 2013. — 1200 с.[36]
- Пульмонология. Национальное руководство / Ред.: академик РАН А. Г. Чучалин. — М.: ГЭОТАР-Медиа, 2016. — 800 с.[181]
- COVID-19: от этиологии до вакцинопрофилактики. Руководство для врачей. — М.: ГЭОТАР-Медиа, 2023. — 288 с.[182]

### Избранные научные труды на правах рукописи
- Щелканов М. Ю. Анализ подходов к классификации ВИЧ. — Дис. … к.ф.-м.н. (03.00.02 — Биофизика). — Долгопрудный (Московская обл.): МФТИ, 1998. — 193 с.[18]
- Щелканов М. Ю. Серологические свойства V3-петли gp120 вариантов ВИЧ-1, циркулирующих на территории бывшего СССР. — Дис. … к.б.н. (03.00.03 — Молекулярная биология; 03.00.28 — Биоинформатика). — М.: НИИ вирусологии им. Д. И. Ивановского РАМН, 1999. — 248 с.[2]
- Щелканов М. Ю. Эволюция высоковирулентного вируса гриппа А (H5N1) в экосистемах Северной Евразии (2005—2009 гг.). — Дис. … д.б.н. (03.02.02 — Вирусология). — М.: НИИ вирусологии им. Д. И. Ивановского РАМН, 2010. — 488 с.[49]

### Избранные научные статьи
- Shchelkanov M.Yu., Starikov N.S., Yaroslavtsev I.V., Tsvetkov P.O., Yudin A.N., Denisov M.V., Slavsky A.A., Vedenov A.A., Karamov E.V. Variability analysis of HIV-1 gp120 V3 region: IV. Distribution functions for intra- and inter-subtype amino acid Hamming distances // Journal of Biomolecular Structure and Dynamics. — 1998. — V. 15. — N 5. — P. 877—885.[21]

- Щелканов М. Ю., Ярославцева Н. Г., Юдин А. Н., Ерёмин В. Ф., Пыжова Н. С., Семилетов Ю. А., Абэлян А. В., Титов Л. П., Карамов Э. В. Анализ иммунологической гетерогенности ВИЧ-1: II. Влияние аминокислотных остатков, фланкирующих С-конец верхушечного тетрапептида V3-петли gp120 // Молекулярная биология. — 1998. — Т. 32. — № 4. — С. 729—734.[9]
- Щелканов М. Ю., Ярославцева Н. Г., Набатов А. А., Машарский А. Э., Юдин А. Н., Мирсков Ю. А., Ченцова Н. П., Кобыща Ю. В., Козлов А. П., Карамов Э. В. Серотипическая стратификация ВИЧ-1 в популяции внутривенных наркоманов на юге/юго-востоке Украины // Вопросы вирусологии. — 1998. — Т. 43. — № 4. — C. 176—182.[15]
- Щелканов М. Ю., Ярославцева Н. Г., Юдин А. Н., Мирсков Ю. А., Ерёмин В. Ф., Титов Л. П., Рытик П. Г., Карамов Э. В. Серологические свойства изолятов ВИЧ-1 из очага эпидемии в Гомельской области Республики Беларусь (1996 г.) // Вопросы вирусологии. — 1998. — Т. 43. — № 5. — С. 220—229.[13]
- Shchelkanov M.Yu., Soinov L.A., Zalunin V.V., Gumennyi D.A., Yudin A.N., Natan A.A., Kireev V.B., Karamov E.V. One-parameter discrete model of the genetic diversity // Journal of Biomolecular Structure and Dynamics. — 1998. — V. 15. — N 5. — P. 887—894.[22]
- Щелканов М. Ю., Ярославцева Н. Г., Емельянов А. В., Сахурия И. Б., Абэлян А. В., Верёвочкин С. В., Козлов А. П., Карамов Э. В. Модель функционирования верхушечного эпитопа V3-петли gp120 ВИЧ-1 в составе комплекса с антителами // Молекулярная биология. — 1998. — Т. 32. — № 6. — С. 1062—1074.[10]
- Щелканов М. Ю., Юдин А. Н., Бурунова В. В., Ярославцева Н. Г., Славский А. А., Ольшанский А. Я., Николаева И. А., Сидорович И. Г., Голиков В. А., Карамов Э. В. Применение метода главных компонент для анализа эффективности панелей эпитоп-имитирующих пептидов при серотипировании ВИЧ // Иммунология. — 1999. — Т. 20. — № 3. — С. 13-18.[5]
- Щелканов М. Ю., Ерёмин В. Ф., Сахурия И. Б., Бурунова В. В., Павлова Т. В., Корнилаева Г. В., Карамов Э. В. Дегидрогеназная активность инфицированных клеток и биологические свойства различных вариантов ВИЧ-1 // Биохимия. — 1999. — Т. 64. — № 4. — С. 513—519.[28]
- Shchelkanov M.Yu., Soinov L.A., Petrenko M.S., Starikov N.S., Zalunin V.V., Slavsky A.A., Denisov M.V., Kireev V.B., Surovoy A.Yu. Basic properties of populations generated in the frame of one-parameter discrete model of genetic diversity // Journal of Biomolecular Structure and Dynamics. — 2000. — V. 18. — N 1. — P. 103—112.[25]
- Щелканов М. Ю., Юдин А. Н., Буpунова В.В., Денисов М. В., Стаpиков Н.С., Папуашвили М. Н. Анализ специфичности иммунных комплексов при сеpотипиpовании ВИЧ на основе эпитоп-имитирующих пептидов (обзор литературы) // Клиническая лабораторная диагностика. — 2001. — № 1. — С. 16-37.[7]
- Vavilin V.A., Shchelkanov M.Yu., Rytov S.V. Effect of mass transfer on concentration wave propagation during anaerobic digestion of solid waste // Water Research. — 2002. — V. 36. — N 9. — P. 2405—2409.[31]

- Lvov D.K., Butenko A.M., Gromashevsky V.L., Kovtunov A.I., Prilipov A.G., Kinney R., Aristova V.A., Jarkenov A.F., Samokhvalov E.I., Savage H.M., Shchelkanov M.Yu., Galkina I.V., Deryabin P.G., Gubler D.J., Kulikova L.N., Alkhovsky S.V., Morozova T.N., Zlobina L.V., Sadykova G.K., Shatalov A.G., Lvov D.N., Usachev V.E., Voronina A.G. West Nile virus and other zoonotic viruses in Russia: examples of emerging-reemerging situations // Arch. Virol. — 2004. — Suppl. 18. — P. 85-96.[37]
- Щелканов М. Ю., Колобухина Л. В., Москвина Т. М., Аушев И. Д., Картоев А. А., Келли Е. И., Меркулова Л. Н., Гренкова Е. П., Самохвалов Е. И., Петряев В. Г., Серобян А. Г., Климова Е. А., Галкина И. В., Малышев Н. А., Аристова В. А., Славский А. А., Лукьянова Н. А., Дерябин П. Г., Громашевский В. Л., Ефременко В. И., Онищенко Г. Г., Львов Д. К. Выявление циркуляции вируса Крымской-Конго геморрагической лихорадки в предгорных степях Северного Кавказа // Вопросы вирусологии. — 2005. — Т. 50. — № 5. — С. 9-15.[42]
- Щелканов М. Ю., Власов Н. А., Киреев Д. Е., Славский А. А., Гребенникова Т. В., Прилипов А. Г., Забережный А. Д., Алипер Т. И., Кирюхин С. Т., Петренко М. С., Крашенинников О. П., Непоклонов Е. А., Онищенко Г. Г., Дерябин П. Г., Львов Д. К. Клинические признаки заболевания у птиц, вызванного высокопатогенными вариантами вируса гриппа А/H5N1, в эпицентре эпизоотии на юге Западной Сибири (июль 2005 г.) // Журнал инфекционной патологии. — 2005. — Т. 12. — № 3-4. — С. 121—124.[50]
- Львов Д. К., Щелканов М. Ю., Дерябин П. Г., Гребенникова Т. В., Прилипов А. Г., Непоклонов Е. А., Онищенко Г. Г., Власов Н. А., Алипер Т. И., Забережный А. Д., Киреев Д. Е., Крашенинников О. П., Кирюхин С. Т., Бурцева Е. И., Слепушкин А. Н. Изоляция штаммов вируса гриппа А/H5N1 от домашних и диких птиц в период эпизоотии в Западной Сибири (июль 2005 г.) и их депонирование в Государственную Коллекцию вирусов РФ (08 августа 2005 г.) // Вопросы вирусологии. — 2006. — Т. 51. — № 1. — С. 11-14.[51]
- Львов Д. К., Щелканов М. Ю., Дерябин П. Г., Федякина И. Т., Бурцева Е. И., Прилипов А. Г., Киреев Д. Е., Усачёв Е. В., Алипер Т. И., Забережный А. Д., Гребенникова Т. В., Галкина И. В., Славский А. А., Литвин К. Е., Донгур-оол А.М., Медведев Б. А., Докпер-оол М.Д., Монгуш А. А., Арапчор М. Ш., Кенден А. О., Власов Н. А., Непоклонов Е. А., Suarez D. Изоляция высокопатогенных (HPAI) штаммов вируса гриппа А/H5N1 от диких птиц в очаге эпизоотии на озере Убсу-Нур (июнь 2006 г.) и их депонирование в Государственную Коллекцию вирусов РФ (03 июля 2006 г.) // Вопросы вирусологии. — 2006. — Т. 51. — № 6. — С. 14-18.[53]
- Щелканов М. Ю., Ананьев В. Ю., Львов Д. Н., Киреев Д. Е., Гурьев Е. Л., Аканина Д. С., Галкина И. В., Аристова В. А., Москвина Т. М., Чумаков В. М., Баранов Н. И., Гореликов В. Н., Усачёв Е. В., Альховский С. В., Ляпина О. В., Поглазов А. Б., Шляпникова О. В., Бурухина Е. Г., Борисова О. Н., Федякина И. Т., Бурцева Е. И., Морозова Т. Н., Гренкова Е. П., Гребенникова Т. В., Прилипов А. Г., Самохвалов Е. И., Забережный А. Д., Коломеец С. А., Мирошников В. А., Оропай П. Л., Гапонов В. В., Семёнов В. И., Суслов И. О., Волков В. А., Ямникова С. С., Алипер Т. И., Дунаев В. Г., Громашевский В. Л., Маслов Д. В., Новиков Ф. Т., Власов Н. А., Дерябин П. Г., Непоклонов Е. А., Злобин В. И., Львов Д. К. Комплексный эколого-вирусологический мониторинг на территории Приморского края (2003—2006) // Вопросы вирусологии. — 2007. — Т. 52. — № 5. — С. 37-48.[45]
- Львов Д. К., Щелканов М. Ю., Колобухина Л. В., Львов Д. Н., Галкина И. В., Аристова В. А., Морозова Т. Н., Прошина Е. С., Куликов А. Г., Когденко Н. В., Андронова О. В., Пронин Н. И., Шевкопляс В. Н., Фонтанецкий А. С., Власов Н. А., Непоклонов Е. А. Серологический мониторинг арбовирусных инфекций в дельте реки Кубань (данные 2006—2007 гг.) // Вопросы вирусологии. — 2008. — Т. 53. — № 4. — С. 30-35.[40]
- Львов Д. К., Щелканов М. Ю., Власов Н. А., Прилипов А. Г., Дерябин П. Г., Федякина И. Т., Галкина И. В., Забережный А. Д., Ляпина О. В., Шляпникова О. В., Киреев Д. Е., Фесенко Е. Е., Калмыков М. В., Виткова О. Н., Морозова Т. Н., Прошина Е. С., Гребенникова Т. В., Аканина Д. С., Самохвалов Е. И., Альховский С. В., Волков В. А., Семёнов В. И., Гапонов В. В., Шмаков Н. И., Кушнир А. Т., Казарян А. С., Стариков Н. С., Петренко М. С., Славский А. А., Литвин К. Е., Щербакова Л. О., Фролов А. В., Манин Т. Б., Уманец О. А., Бандеев В. В., Хван А. М., Дунаев В. Г., Челедина Т. П., Абгарян С. Р., Михайлович В. М., Заседателев А. С., Любченко Е. Н., Флягин В. Н., Тихонова И. Ф., Маслов Д. В., Ананьев В. Ю., Баранов Н. И., Гореликов В. Н., Яковлев С. С., Алипер Т. И., Непоклонов Е. А., Suarez D. Первый прорыв нового для России генотипа 2.3.2 высоковирулентного вируса гриппа А / H5N1 на Дальнем Востоке // Вопросы вирусологии. — 2008. — Т. 53. — № 5. — С. 4-8.[57]
- Щелканов М. Ю., Прилипов А. Г., Львов Д. К., Федякина И. Т., Казарян А. С., Галкина И. В., Морозова Т. Н., Кушнир А. Т., Власов Н. А., Дерябин П. Г. Динамика вирулентности штаммов высоковирулентного вируса гриппа А / H5N1 генотипа 2.2, изолированных на территории России в 2005—2007 гг. // Вопросы вирусологии. — 2009. — Т. 54. — № 2. — С. 8-17.[58]
- Lvov D.K., Shchelkanov M.Yu., Prilipov A.G., Vlasov N.A., Fedyakina I.T., Deryabin P.G., Alkhovsky S.V., Zaberezhny A.D., Suares D. Evolution of HPAI H5N1 virus in Natural ecosystems of Northern Eurasia (2005—2008) // Avian Diseases. — 2010. — V. 54. — N 1. — P. 483—495.[59]
- Щелканов М. Ю., Львов Д. Н., Федякина И. Т., Баранов Н. И., Гореликов В. Н., Резник В. Я., Здановская Н. И., Пуховская Н. М., Авдошина Л. Н., Шапиро Н. П., Снеткова И. П., Кожан В. Н., Яровенко Г. М., Калаева Е. Е., Громова М. А., Еловский О. В., Еремеева Ю. В., Довгаль М. А., Кученков А. А., Ананьев В. Ю., Буртник В. И., Иванов Л. И., Гарбуз Ю. А., Подолянко И. А., Григорьев С. Н., Прошина Е. С., Самохвалов Е. И., Альховский С. В., Бурцева Е. И., Прилипов А. Г., Аббасова Е. И., Мироненко Е. С., Колобухина Л. В., Дерябин П. Г., Отт В. А., Маслов Д. В., Янович В. А., Львов Д. К. Динамика распространения пандемического гриппа А / H1N1 swl на Дальнем Востоке в 2009 г. // Вопросы вирусологии. — 2010. — Т. 55. — № 3. — С. 10-15.[61]
- Щелканов М. Ю., Львов Д. К. Генотипическая структура рода Influenza A virus // Вестник РАМН. — 2011. — № 5. — С. 19-23.[66]
- Щелканов М. Ю., Колобухина Л. В., Львов Д. К. Грипп: история, клиника, патогенез // Лечащий врач. — 2011. — № 10. — С. 33-38.[65]
- Львов Д. К., Щелканов М. Ю., Бовин Н. В., Малышев Н. А., Чучалин А. Г., Колобухина Л. В., Прилипов А. Г., Богданова В. С., Альховский С. В., Самохвалов Е. И., Федякина И. Т., Бурцева Е. И., Дерябин П. Г., Журавлёва М. М., Шевченко Е. С., Лаврищева В. В., Львов Д. Н., Прошина Е. С., Стариков Н. С., Морозова Т. Н., Базарова М. В., Григорьева Т. А., Кириллов И. М., Шидловская Е. В., Келли Е. И., Маликов В. Е., Яшкулов К. Б., Ананьев В. Ю., Баранов Н. И., Гореликов В. Н., Цой О. В., Гарбуз Ю. А., Резник В. И., Иванов Л. И., Феделеш И. Ю., Пономаренко Р. А., Сахарова Е. А., Лебедев Г. Б., Маслов А. И. Корреляция между рецепторной специфичностью штаммов пандемического вируса гриппа А (H1N1) pdm09, изолированных в 2009‑2011 гг., структурой рецептор-связывающего сайта и вероятностью развития летальной первичной вирусной пневмонии // Вопросы вирусологии. — 2012. — Т. 57. — № 1. — С. 14-20.[68]
- Альховский С. В., Львов Д. К., Щелканов М. Ю., Щетинин А. М., Дерябин П. Г., Самохвалов Е. И., Гительман А. К., Ботиков А. Г. Таксономия вируса Иссык-Куль (Issyk-Kul virus, ISKV; Bunyaviridae, Nairovirus), возбудителя Иссык-Кульской лихорадки, изолированного от летучих мышей (Vespertilionidae) и клещей Argas (Carios) vespertilionis (Latreille, 1896) // Вопросы вирусологии. — 2013. — Т. 58. — № 5. — С. 11-15.[71]
- Щелканов М. Ю., Колобухина Л. В., Львов Д. К. Коронавирусы человека (Nidovirales, Coronaviridae): возросший уровень эпидемической опасности // Лечащий врач. — 2013. — № 10. — С. 49-54.[183]
- Львов Д. К., Альховский С. В., Щелканов М. Ю., Гительман А. К., Дерябин П. Г., Щетинин А. М., Самохвалов Е. И., Ботиков А. Г. Молекулярно-генетическая характеристика вирусов Охотский (OKHV — Okhotskiy virus) и Анива (ANIV — Aniva virus) (Reoviridae, Orbivirus), изолированных в высоких широтах Северной Евразии из облигатных эктопаразитов чистиковых птиц (Alcidae Leach, 1820) — клещей Ixodes (Ceratixodes) uriae White, 1852 // Вопросы вирусологии. — 2014. — Т. 59. — № 2. — С. 22-28.[77]
- Щелканов М. Ю., Львов Д. К., Колобухина Л. В., Альховский С. В., Щетинин А. М., Сайфуллин М. А., Кружкова И. С., Аристова В. А., Морозова Т. В., Самохвалов Е. И., Гущина Е. А., Клименко С. М., Арсеньева Т. В., Амброси О. Е., Базарова М. В., Малышев Н. А. Изоляция вируса Чикунгунья в Москве от приезжего из Индонезии (сентябрь 2013 г.) // Вопросы вирусологии. — 2014. — Т. 59. — № 3. — С. 28-34.[184]
- Щелканов М. Ю., Magassouba N’F., Boiro M.Y., Малеев В. В. Причины развития эпидемии лихорадки Эбола в Западной Африке // Лечащий врач. — 2014. — № 11. — С. 30-36.[86]
- Щелканов М. Ю., Ананьев В. Ю., Кузнецов В. В., Шуматов В. Б. Ближневосточный респираторный синдром: когда вспыхнет тлеющий очаг ? // Тихоокеанский медицинский журнал. — 2015. — № 2. — С. 94-98.[135]
- Щелканов М. Ю., Девяткин А. А., Ананьев В. Ю., Фролов Е. В., Домбровская И. Э., Дедков В. Г., Ардашев А. В., Коломеец С. А., Короткова И. П., Любченко Е. Н., Бандеев В. В., Просянникова М. Н., Галкина И. В., Иванушко Е. С., Емельянова Н. П., Баранов Н. И., Ульянова С. А., Арамилев С. В., Фоменко П. В., Суровый А. Л., Порошин Н. А., Сокол Н. Н., Маслов Д. В., Махиня Е. Е., Шипулин Г. А. Изоляция и секвенирование полноразмерного генома штамма вируса бешенства, изолированного от бурого медведя (Ursus arctos), напавшего на человека в Приморском крае (ноябрь 2014 г.) // Вопросы вирусологии. — 2016. — Т. 61. — № 4. — С. 180—186.[105]
- Щелканов М. Ю., Кириллов И. М., Шестопалов А. М., Литвин К. Е., Дерябин П. Г., Львов Д. К. Эволюция вируса гриппа А / H5N1 (1996—2016) // Вопросы вирусологии. — 2016. — Т. 61. — № 6. — С. 7-18.[106]
- Щелканов М. Ю., Галкина И. В., Ананьев В. Ю., Самарский С. С., Лиенхо С. Ю., Дедков В. Г., Сафонова М. В., Орехов В. Е., Щелканов Е. М., Алексеев А. Ю., Шестопалов А. М., Питрук Д. Л., Серков В. М. Экологическая обстановка на о. Тюлений в акватории Охотского моря (2015 г.): популяционные взаимодействия между ластоногими, птицами, иксодовыми клещами и вирусами // Юг России: экология, развитие. — 2017. — Т. 12. — № 1. — С. 30-43.[92]
- Щелканов М. Ю., Галкина И. В., Фоменко П. В., Арамилев С. В., Суровый А. Л., Журавлёв Ю. Н. Дальневосточный банк биологических материалов (ДВ ББМ) от крупных кошачьих (Pantherinae) как инструмент совершенствования практики правоприменения статей 226.1 и 258.1 Уголовного Кодекса Российской Федерации // Всероссийский криминологический журнал. — 2017. — T. 11. — № 1. — С. 146—153.[127]
- Щелканов М. Ю., Дедков В. Г., Галкина И. В., Магассуба Н’Ф., Зуманиги Н., Шипулин Г. А., Попова А. Ю., Малеев В. В. Районирование Африканской природноочаговой провинции в отношение филовирусных лихорадок // Вестник РАМН. — 2017. — Т. 72. — № 5. — С. 325—335.[88]
- Safonova M.V., Shchelkanov M.Yu., Khafizov K.F., Matsvay A.D., Ayginin A.A., Dolgova A.S., Shchelkanov E.M., Pimkina E.V., Speranskaya A.S., Galkina I.V., Dedkov V.G. Sequencing and genetic characterization of two strains Paramushir virus obtained from the Tyuleniy Island in the Okhotsk Sea (2015) // Ticks and Tick-borne Diseases. — 2019. — V. 10. — N 2. — P. 269—279.[96]
- Щелканов М. Ю., Попова А. Ю., Дедков В. Г., Акимкин В. Г., Малеев В. В. История изучения и современная классификация коронавирусов (Nidovirales: Coronaviridae) // Инфекция и иммунитет. — 2020. — Т. 10. — № 2. — С. 221—246.[137]
- Щелканов М. Ю., Колобухина Л. В., Бургасова О. А., Кружкова И. С., Малеев В. В. COVID-19: этиология, клиника, лечение // Инфекция и иммунитет. — 2020. — Т. 10. — № 3. — С. 421—445.[139]
- Shchelkanov M.Yu., Moskvina T.V., Kim E.M., Derunov D.A., Galkina I.V. The prevalence and risk factors of canine demodicosis: A retrospective long-term study of 409 cases // Tropical Biomedicine. — 2020. — V. 37. — N 3. — P. 778—782.[114]
- Щелканов М. Ю., Дунаева М. Н., Москвина Т. В., Воронова А. Н., Кононова Ю. В., Воробьёва В. В., Галкина И. В., Янович В. А., Гаджиев А. А., Шестопалов А. М. Каталог вирусов рукокрылых (2020) // Юг России: экология, развитие. — 2020. — Т. 15. — № 3. — C 6-30.[140]
- Щелканов М. Ю., Щелканов Е. М., Москвина Т. В. Antarctophthirus nevelskoyi n.sp. (Anoplura: Echinophthiriidae) — новый вид-паразит северного морского котика (Callorhinus ursinus L., 1758) на о. Тюлений (Охотское море, Россия) // Юг России: экология, развитие. — 2021. — Т. 16. — № 2. — С. 17-25.[99]
- Щелканов М. Ю., Леонова Г. Н., Галкина И. В., Андрюков Б. Г. У истоков концепции природной очаговости // Здоровье населения и среда обитания. — 2021. — № 5. — С. 16-25.[116]
- Besednova N.N., Andryukov B.G., Zaporozhets T.S., Kuznetsova T.A., Kryzhanovsky S.P., Ermakova S.P., Galkina I.V., Shchelkanov M.Yu. Molecular targets of brown algae phlorotannins for the therapy of inflammatory processes of various origins // Marine Drugs. — 2022. — V. 20. — N 4. — id: 243.[185]
- Belov Yu.A., Tabakaeva T.V., Pankratov D.V., Shchelkanov E.M., Surovyi A.L., Popov I.A., Tabakaev A.V., Zheleznova L.V., Galkina I.V., Shchelkanov M.Yu. Endoparasites of wild boars (Sus scrofa) in Primorsky krai, Russia // Helminthologia. — 2022. — V. 59. — N 2. — P. 165—169.[186]
- Стоник И. В., Попов Р. С., Цурпало А. П., Дмитренок П. С., Щелканов М. Ю., Орлова Т. Ю. Домоевая кислота в лабораторных культурах диатомовых водорослей рода Pseudo-nitzschia H. Peragallo in H. Peragallo & M. Peragallo, 1900 и пробах моллюсков из российских вод Японского моря и тихоокеанских вод Камчатки // Биология моря. — 2023. — Т. 49. — № 5. — С. 313—318.[187]
- Попова А. Ю., Щелканов М. Ю., Крылова Н. В., Белик А. А., Семейкина Л. М., Запорожец Т. С., Смоленский В. Ю., Персиянова Е. В., Просянникова М. Н., Белов Ю. А., Иунихина О. В., Потт А. Б., Хомичук Т. Ф., Симакова А. И., Абрамова С. А., Романова О. Б., Детковская Т. Н., Крыжановский С. П., Беседнова Н. Н. Генотипический портрет SARS-CoV-2 на территории Приморского края в период пандемии COVID-19 // Журнал микробиологии, эпидемиологии и иммунобиологии. — 2024. — Т. 101. — № 1. — P. 19-35.[188]
- Хотимченко Ю. С., Щелканов М. Ю. Вирусы океана: на берегах aqua incognita. Горизонты таксономического разнообразия // Биология моря. — 2024. — Т. 50. — № 1. — С. 3-41.[189]
- Volkov Yu.G., Kakareka N.N., Tolkach V.F., Shchelkanov M.Yu. Arthropod-vectors of phytoviruses in the Russian Far East: a review // Far eastern Entomologist. — 2024. — N 510. — P. 23-32.[190]
- Klyuchnikova E., Gladkikh A., Iunikhina O., Sbarzaglia V., Drobot E., Popova M., Lyapun I., Arbuzova T., Galkina I., Sharova A., Abramova S., Tsyganova N., Pugacheva E., Ramsay E., Poleshchuk E., Somova L., Tagakova D., Pankratov D., Sidorov G., Rudakov N., Dedkov V., Shchelkanov M. Genomic and clinical analysis of a fatal human Lyssavirus irkut case: Evidence for a natural focus in the Russian Far East // Viruses. — 2025. — V. 17. — N 6. — id: 769.[191]
- Абрамова С. А., Ляпун И. Н., Дробот Е. И., Крылова Н. В., Иунихина О. В., Лубова В. А., Мерлов Е. К., Белов Ю. А., Сомова Л. М., Щелканов М.Ю. Динамика ферментативной активности в первичной культуре адгезивных лейкоцитов сирийского хомячка, заражённых SARS-CoV-2 ex vivo // Журнал микробиологии, эпидемиологии и иммунобиологии. — 2025. — Т. 102. — № 2. — С. 168—178.[192]

### Избранные учебные и методические пособия
- Львов Д. К., Колобухина Л. В., Щелканов М. Ю., Меркулова Л. Н., Давыдова А. А., Юдин А. Н. Клиническая картина и алгоритм диагностики Крымской-Конго геморрагической лихорадки и лихорадки Западного Нила. Методическое пособие. — М.: ГУ НИИ вирусологии им. Д. И. Ивановского РАМН, 2006. — 15 с.[39]
- Щелканов М. Ю., Львов Д. К. Экология: история становления основных концепций // В сб.: Новые и возвращающиеся инфекции в системе биобезопасности Российской Федерации. Учебно-методическое пособие. — М.: Изд-во Первого МГМУ им. И. М. Сеченова, 2014. — С. 6-20.[193]
- Щелканов М. Ю., Аристова В. А., Чумаков В. М., Львов Д. К. Историография термина «природный очаг» // В сб.: Новые и возвращающиеся инфекции в системе биобезопасности Российской Федерации. Учебно-методическое пособие. — М.: Изд-во Первого МГМУ им. И. М. Сеченова, 2014. — С. 21-32.[194]
- Никифоров В. В., Колобухина Л. В., Сметанина С. В., Мазанкова Л. Н., Плавунов Н. Ф., Щелканов М. Ю., Суранова Т. Г., Шахмарданов М. З., Бургасова О. А., Кардонова Е. В., Базарова М. В., Антипят Н. А., Серова М. А., Орлова Н. В., Забозлаев Ф. Г., Кружкова И. С., Кадышев В. А. Новая коронавирусная инфекция (COVID-19): этиология, эпидемиология, клиника, диагностика, лечение и профилактика. Учебно-методическое пособие. — М.: Департамент здравоохранения города Москвы, 2020. — 71 с.[145]
- Щелканов М. Ю. и соавт. Серия учебных пособий, посвящённых биологии и экологии рукокрылых (Владивосток: изд-во ДВФУ): I. Рукокрылые: общая характеристика отряда (2021), 130 с.[141]; II. Биоэхолокация: вопросы и задачи с ответами и решениями (2021), 250 с.[142]; III. Паукообразные-эктопаразиты рукокрылых (2022), 126 с.[143]; IV. Насекомые-эктопаразиты рукокрылых (2022), 242 с.[144]; V. Эндопаразиты рукокрылых: нематоды (2023), 112 с.[195]; VI. Эндопаразиты рукокрылых: трематоды (2024).

## Награды и премии

### Государственные награды
- Медаль ордена «За заслуги перед Отечеством» II степени (2015)[196] «за большой вклад в оказание гуманитарной помощи по организации комплекса противоэпидемических мероприятий и диагностики лихорадки Эбола на территории Гвинейской Республики».

### Академические награды
- Премия за лучшие работы в области медицины и междисциплинарных областей знания в номинации «Профилактическая медицина» Президиума РАМН и Благотворительного Фонда содействия отечественной медицине (2001);
- Почётная грамота Президиума РАМН (2004)[197];
- Премия РАМН имени Д. И. Ивановского (2004[198], 2009[199]);
- Почётная грамота ДВО РАН (2019[200], 2021[201]);
- Премия ДВО РАН имени академика РАМН Г. П. Сомова (2021)[154];
- Почётная грамота РАН (2024)[202].